# Rudolf Schering

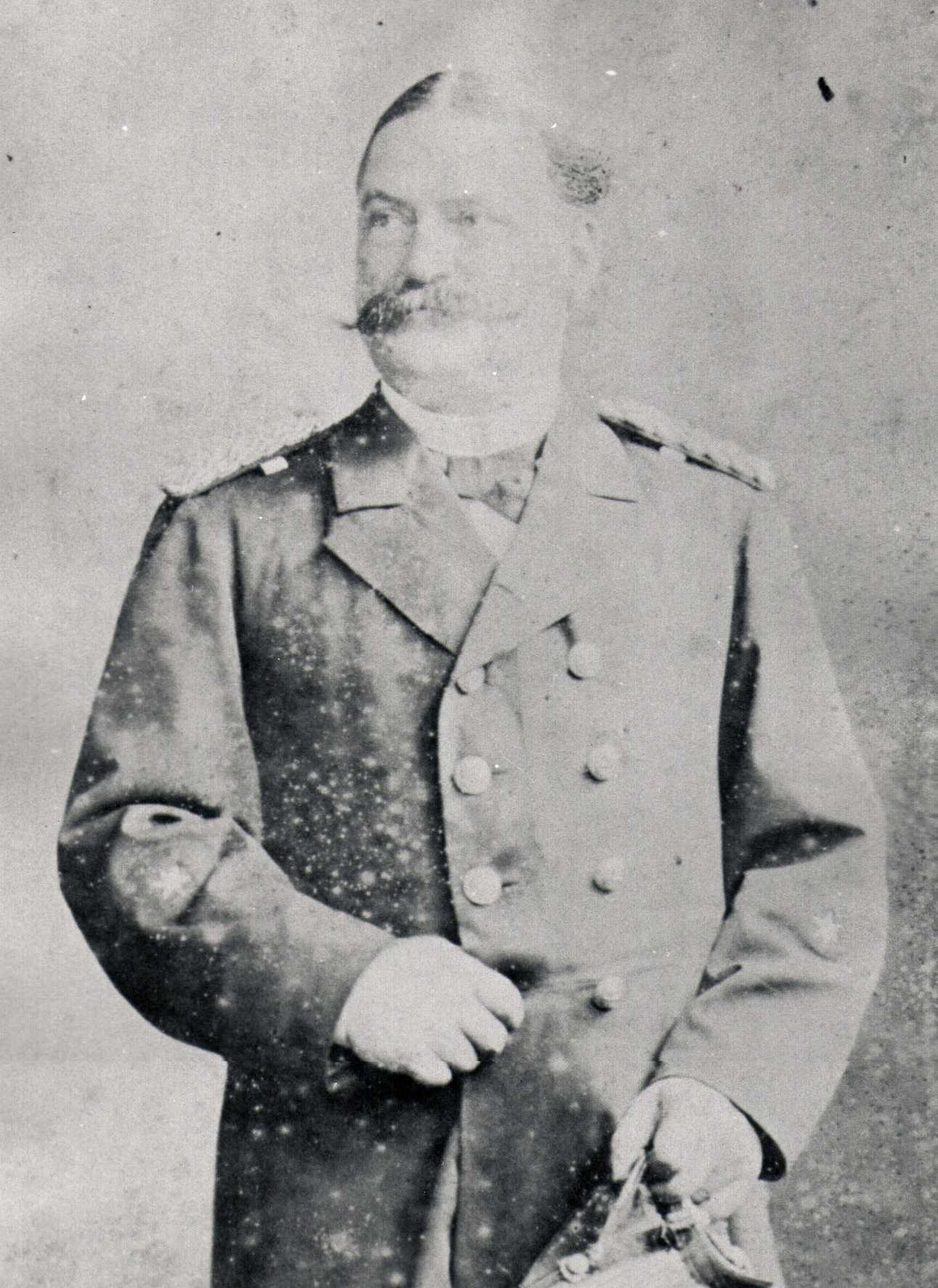
Rudolf Schering (1886)

Rudolf Schering (* 16. Februar 1843 in Berlin; † 1. August 1901 ebenda) war ein deutscher Vizeadmiral der Kaiserlichen Marine.

## Leben
Schering trat am 21. Juni 1858 als Kadettenaspirant in die Preußische Marine ein und fuhr auf Gefion, Thetis und Grille zur See. Am 1. Oktober 1859 kam er an das Seekadetteninstitut, am 15. Mai 1860 auf Amazone. Ab 1. Oktober 1860 als Seekadett wieder für acht Monate am Seekadetteninstitut, wurde er im Juni 1861 auf Comet, dann auf Hela, Barbarossa und Gazelle versetzt. Danach noch einmal ein halbes Jahr am Seekadetteninstitut, wurde er am 5. Juli 1865 Wachoffizier auf der Comet. Am 9. Dezember desselben Jahres wurde er für drei Monate Kompanieoffizier in der Stammdivision der Ostseeflotte. Nach zwei Monaten als Wachoffizier auf der Hertha wurde er im Mai 1866 Erster Offizier auf der Cyclop. Nachdem er von Oktober 1866 bis Mai 1869 als Leutnant zur See Wachoffizier auf der Niobe gefahren war, kam er am 30. Mai 1869 für ein Jahr zur Artillerieprüfungskommission in Berlin.
Von Juni 1870 bis April 1871 war er als Kapitänleutnant wieder Wachoffizier auf König Wilhelm, Arminius und Elisabeth, dann Erster Offizier auf Musquito und in der Schiffsjungenabteilung. Ab 22. April 1873 fuhr er als Kommandant über anderthalb Jahre die Rover. Am 1. Oktober 1874 wurde er zur Dienstleistung zur Kaiserlichen Admiralität kommandiert. Als Korvettenkapitän war er dort von April 1875 bis November 1878 Dezernent für Kriegsbereitschaft und Mobilmachung der Flotte und für Indienststellungen. Zuletzt vertrat er auch den Vorstand der Zentralabteilung.
Am 20. November 1878 kam er für genau zwei Jahre als Kommandant auf die Glattdeckskorvette Luise. Im Sommer 1879 war er zugleich dienstältester Seeoffizier auf der Ostasiatischen Station. Am 21. November 1880  kehrte er zur Admiralität zurück, zunächst als Dezernent für Personalangelegenheiten, dann als Kapitän zur See ab 30. September 1881 als Vorstand der Zentralabteilung. Am 16. April 1884 kam er für zwei Jahre als Kommandant auf die Elisabeth. Zwischenzeitlich, in der ersten Jahreshälfte 1885, war er zugleich wieder dienstältester Seeoffizier auf der Ostasiatischen Station.

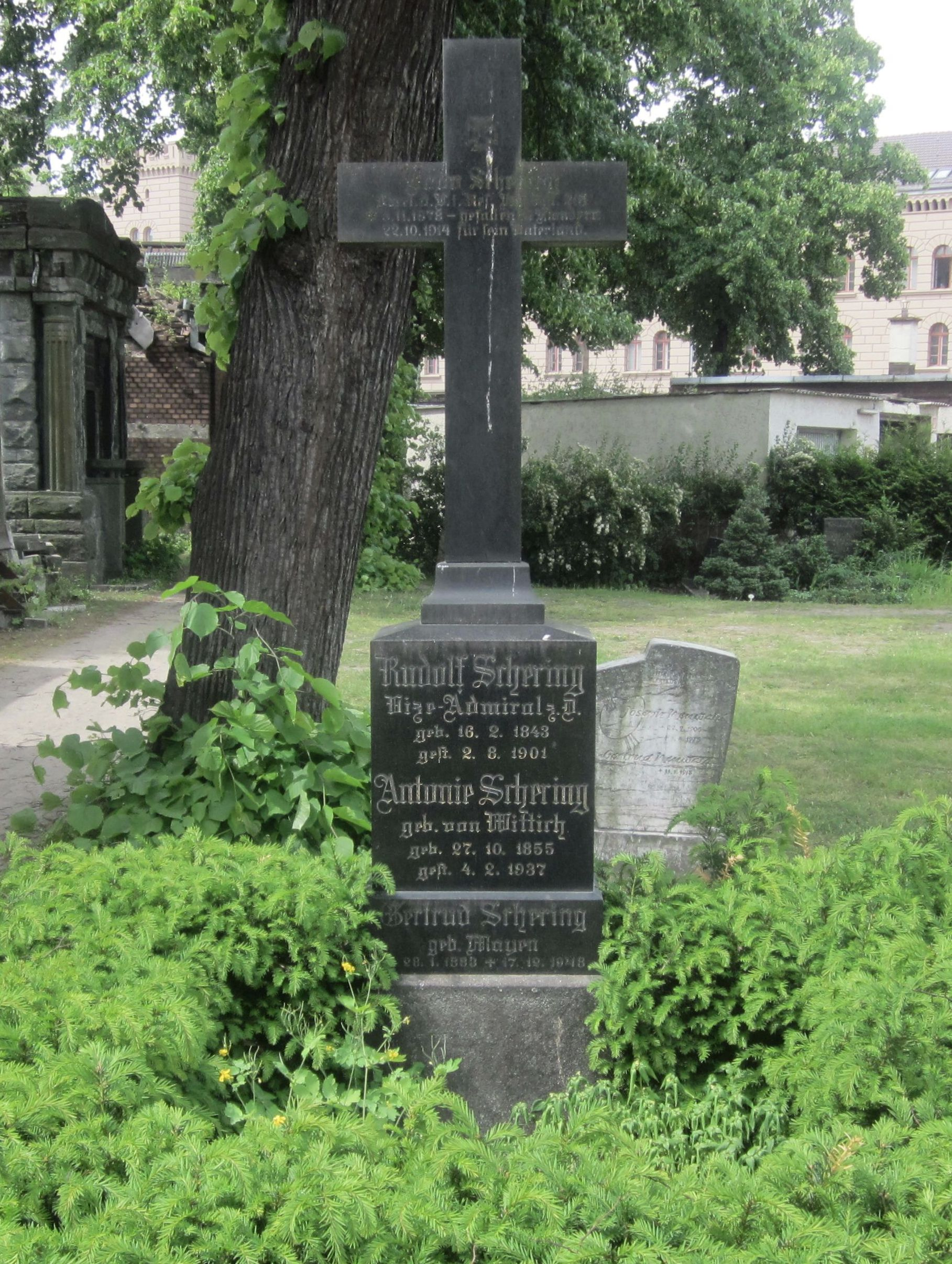
Das Grab von Rudolf Schering in Berlin-Kreuzberg

Am 14. April 1886 wurde er wieder zur Dienstleistung zur Admiralität kommandiert. Ab 7. September 1886 mit der Vertretung beauftragt, wurde er am 21. September 1886 zum Direktor des Bildungswesens der Marine und zugleich zum Direktor der Marineakademie und -schule ernannt. Am 27. April 1889 zum Konteradmiral befördert, wurde er nach vier Jahren am 14. Oktober 1890 mit dem Charakter als Vizeadmiral zur Disposition gestellt.
Rudolf Schering starb am 1. August 1901 im Alter von 58 Jahren in Berlin. Beigesetzt wurde er auf dem dortigen Friedhof III der Jerusalems- und Neuen Kirche vor dem Halleschen Tor. Als Grabmarkierung dient ein gesockeltes Hochkreuz aus schwarzem Granit.